# Алия Джерзелез
Алия Джерзелез (босн. Alija Đerzelez, алб. Gjergj Elez Alia) — легендарный герой мусульманского фольклора Боснии и Герцеговины и северных районов Албании.
Имя героя происходит от турецкого слова gürzi (Булава) и означает воин с булавой.
Джерзелез Алия обладал данной ему волшебницами-вилами небывалой физической силой. Является собирательным образом, прототипами которого послужили несколько реально существовавших удальцов, в частности, живший в середине XV века мелкий феодал некий Герз Эляс.
Мусульманам боснийской Краины для поэтического образа Алии Джерзелез послужил сербский (христианский) князь Кралевич Марко. По другим данным — санджак-бей Али-бей Михалоглу.
Триптих «Путь Алии Джерзелеза» (1918—1920) стал первым прозаическим произведением Нобелевского лауреата в области литературы 1961 г. Иво Андрича .
Один из самых старых домов в Сараево, «Дом Алии Джерзелеза», назван в его честь. имя легендарного героя носят улицы в нескольких городах Боснии и Герцеговины.

## Источник
- H. T. Norris. Islam in the Balkans: Religion and Society Between Europe and the Arab World. C. Hurst & Co. Publishers, 1993 (англ.)